# Diplacina cyrene
Diplacina cyrene – gatunek ważki z rodziny ważkowatych (Libellulidae).